# Assassinio dei monaci di Tibhirine
(Dal Testamento spirituale del Padre Christian de Chergé)
L'assassinio dei monaci di Tibhirine venne commesso nel 1996 quando sette monaci trappisti furono sequestrati dal loro monastero presso Tibhirine, in Algeria, nella notte tra il 26 e il 27 marzo, e uccisi il 21 maggio seguente.
Le vittime sono state poi beatificate con altri martiri d'Algeria l'8 dicembre 2018.

## Storia
Il Monastero di Notre Dame dell'Atlante è un monastero dell'Ordine dei Cistercensi della Stretta Osservanza (meglio conosciuti come Trappisti), fondato nel 1938 a Tibhirine, vicino alla città di Médéa, 90 km a sud di Algeri.
Nella notte tra il 26 e il 27 marzo 1996 un commando formato da una ventina di uomini armati irruppe nel monastero, sequestrando sette dei nove monaci che ne formavano la comunità, tutti di nazionalità francese.
Il sequestro fu rivendicato un mese dopo dal Gruppo Islamico Armato, che propose alla Francia uno scambio di prigionieri. Dopo inutili trattative, il 21 maggio dello stesso anno i terroristi annunciarono l'uccisione dei monaci, le cui teste furono ritrovate il 30 maggio; i corpi non furono invece mai ritrovati.
I sette monaci erano:
- Christian de Chergé, 59 anni, monaco dal 1969, in Algeria dal 1971.
- Luc Paul Dochier, 82 anni, monaco dal 1941, in Algeria dal 1947.
- Christophe Lebreton, 45 anni, monaco dal 1974, in Algeria dal 1987.
- Michel Fleury, 52 anni, monaco dal 1981, in Algeria dal 1985.
- Bruno Christian Lemarchand, 66 anni, monaco dal 1981, in Algeria dal 1990.
- Célestin Ringeard, 62 anni, monaco dal 1983, in Algeria dal 1987.
- Paul Favre-Miville, 57 anni,

Due monaci della comunità scamparono al sequestro, Amédée Noto e Jean-Pierre Schumacher, e dopo la morte dei loro confratelli si trasferirono nel monastero di Fès in Marocco.
I funerali si svolsero nella basilica di Notre-Dame d'Afrique, ad Algeri, il 2 giugno 1996, insieme a quelli del cardinale Léon-Étienne Duval e i resti furono poi sepolti nel cimitero del monastero il 4 giugno.
I monaci trappisti erano ben consapevoli della situazione di pericolo in cui si trovavano, ciò nonostante decisero di non abbandonare il monastero, per fedeltà alla loro missione.
L'assassinio dei monaci è avvenuto nel periodo della sanguinosa guerra civile algerina, seguita al colpo di Stato del 1992 attuato dai militari per impedire il secondo turno delle elezioni amministrative che molto probabilmente avrebbe dato la maggioranza dei seggi e il potere di modificare la Costituzione al Fronte Islamico di Salvezza (FIS).

## Influenza culturale
- Nel 2003 René Guitton con il libro Si nous nous taisons… Le martyre des moines de Tibhirine, ha vinto il Prix Montyon, premio letterario rilasciato dall'Académie Française.

- Nel 2010 dalla vicenda è stato tratto il film francese Uomini di Dio (Des hommes et des dieux), diretto da Xavier Beauvois, vincitore del Grand Prix Speciale della Giuria al 63º Festival di Cannes.[4]

- 2016 - Genverde. Canzone Il mio ultimo pensiero, tratta dagli scritti di Padre Christian.